# Old Doc Yak and the Artist's Dream
Old Doc Yak and the Artist's Dream è un cortometraggio muto del 1913 diretto da Sidney Smith.

## Produzione
Il film fu prodotto dalla Selig Polyscope Company.

## Distribuzione
Distribuito dalla General Film Company, il film - un cortometraggio di 150 metri - uscì nelle sale cinematografiche statunitensi il 30 ottobre 1913.